# Kommunalwahl
Unter Kommunalwahl versteht man eine politische Wahl in kommunalen Gebietskörperschaften sowie den Bezirken der Stadtstaaten, also insbesondere in Städten, Gemeinden oder Landkreisen. Ebenfalls als Kommunalwahl werden die Wahlen zu Vertretungsgremien von Regionalverbänden, Landschaftsverbänden oder ähnlichen Zusammenschlüssen bezeichnet, sofern die Vertretungsgremien nicht indirekt bestimmt werden.
Die Kommunalwahlen dienen zur Bestimmung von Volksvertretern kommunaler Vertretungskörperschaften, also Gemeinde- bzw. Stadträten oder Kreistagen, oder bei Direktwahlen zur Wahl der Person des Bürgermeisters oder Landrats. Daneben werden Vertreter in Bezirksversammlungen, Bezirkstagen, Bezirksvertretungen oder Ähnlichem sowie Ortsbeiräte gewählt.
Gemeinsam mit den Kommunalwahlen finden vielfach andere Wahlen (wie die zu Ausländerbeiräten oder Seniorenbeiräten) sowie Volksabstimmungen statt.

## Kommunalwahlrecht allgemein
Das Kommunalwahlrecht ist der Teil des Rechtsgebietes Kommunalrecht, der die Durchführung von Kommunalwahlen regelt. Er entspricht funktional dem Staatsorganisationsrecht auf Staatsebene. Ein Randgebiet des Kommunalwahlrechtes ist das Strafrecht. Wahlfälschungen sind weitaus überwiegend auch bei Kommunalwahlen strafbar.
Das Kommunalwahlrecht kann vom Wahlrecht für Staatsorgane abweichen. Insbesondere das Ausländerwahlrecht besteht ausschließlich bei Kommunalwahlen. Die Kommunalwahlen gestatten wegen der begrenzten Materie des Kommunalrechts auch Wählergruppen, die nicht Parteien sind, an den Wahlen teilzunehmen (sog. Rathausparteien). Parteien und Wählergruppen, die weder in der betreffenden Vertretungskörperschaft noch im nationalen Parlament oder einem Landtag vertreten sind, müssen in der Regel Unterstützungsunterschriften vorweisen können, um zur Wahl zugelassen zu werden.
Im Artikel 40 der Charta der Grundrechte der Europäischen Union, die nach Art. 6 EUV zum europäischen Primärrecht gehört, ist das passive und aktive Wahlrecht von Unionsbürgern an deren aktuellem Wohnort innerhalb der Mitgliedsstaaten garantiert. Das Kommunalwahlrecht ist auch Gegenstand transnationaler Übereinkommen wie der Europäischen Charta der kommunalen Selbstverwaltung.
Das Kommunalwahlrecht unterscheidet sich stark von Staat zu Staat und ggf. von Bundesland zu Bundesland. Für die einzelnen Kommunalwahlrechtsordnungen siehe:
- Kommunalwahlrecht (Deutschland)
  - Kommunalwahlrecht (Baden-Württemberg)
  - Kommunalwahlrecht (Bayern)
  - Kommunalwahlrecht (Brandenburg)
  - Kommunalwahlrecht (Hessen)
  - Kommunalwahlrecht (Mecklenburg-Vorpommern)
  - Kommunalwahlrecht (Niedersachsen)
  - Kommunalwahlrecht (Nordrhein-Westfalen)
  - Kommunalwahlrecht (Rheinland-Pfalz)
  - Kommunalwahlrecht (Schleswig-Holstein)
  - Kommunalwahlrecht (Thüringen)
- Kommunalwahlrecht (Österreich)
- Kommunalwahlrecht (Schweiz)

## Ergebnisse von Kommunalwahlen
Für die Ergebnisse der Kommunalwahlen siehe die Liste von Kommunalwahlergebnissen. Üblicherweise liegt die Wahlbeteiligung bei Kommunalwahlen niedriger als bei den Parlamentswahlen.